# Santa Maria de Corcó
Santa Maria de Corcó – gmina w Hiszpanii, w prowincji Barcelona, w Katalonii, o powierzchni 62,05 km². W 2011 roku gmina liczyła 2193 mieszkańców.